# Asbest (Stadt)
Asbest (russisch Асбе́ст, bis 1933 Куделька/Kudelka) ist eine russische Stadt mit 68.893 Einwohnern (Stand 14. Oktober 2010) in der Oblast Swerdlowsk. Sie wurde nach ihrer Asbestindustrie benannt.

## Geografische Lage
Die Stadt liegt im Süden der Oblast Swerdlowsk am (Großen)  Reft, einem rechten Nebenfluss der Pyschma im Flusssystem des Ob, an den östlichen Hängen des Ural, rund 80 km nordöstlich der Gebietshauptstadt Jekaterinburg. Die nächstgelegene Stadt ist Saretschny, 20 km südlich von Asbest.

## Geschichte

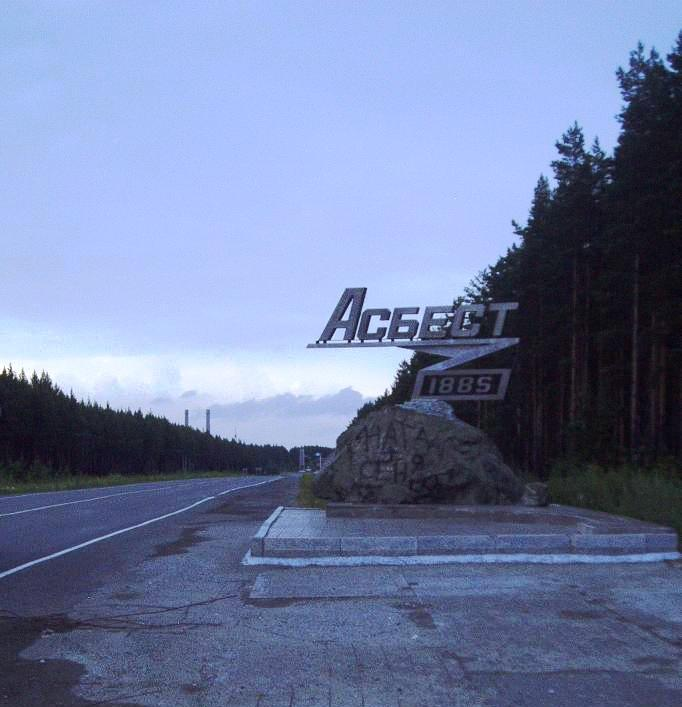
An der Ortseinfahrt von Asbest

1885 begann die Erschließung einer Asbest-Lagerstätte nahe der heutigen Stadt, die 1889 als Siedlung namens Kudelka gegründet wurde. 1933 erhielt sie den Status einer Stadt und ihren heutigen Namen.
In Asbest bestanden die Kriegsgefangenenlager 84 und 314 für deutsche Kriegsgefangene des Zweiten Weltkrieges. Es gab einen Friedhof für verstorbene Kriegsgefangene und Zivilinternierte verschiedener Nationen mit über 15.000 Toten, zumeist in Massengräbern. Weiterhin befand sich ein
sowjetisches Gulag in Asbest. Das Baschenowo-ITL (Besserungsarbeitslager) bestand von Mai 1950 bis April 1953. Im Lager waren bis zu 7700 Personen inhaftiert, die beim Bau von Asbestfabriken, in der Asbestgewinnung sowie im Straßen-, Zivil- und Wohnungsbau eingesetzt wurden.

### Bevölkerungsentwicklung
| Jahr | Einwohner |
| ---- | --------- |
| 1939 | 28.906    |
| 1959 | 60.053    |
| 1970 | 75.508    |
| 1979 | 78.673    |
| 1989 | 84.470    |
| 2002 | 76.328    |
| 2010 | 68.893    |

Anmerkung: Volkszählungsdaten

## Wirtschaft
Heutzutage ist Asbest ein großes Industriezentrum mit der Aktiengesellschaft Uralasbest als dem wichtigsten Unternehmen. Zu den weiteren Fabriken gehören UralATI, Saretschny, Asbostroi, der Geflügelverarbeiter Asbestowskaja und ein Stahlbetonhersteller. In Asbest werden unter anderem asbesthaltige Produkte, Ziegel, Porzellan, Möbel und Metallkonstruktionen produziert.

## Infrastruktur
In der Stadt befindet sich das Uralasbest-Stadion mit einer Kapazität von 10.000 Zuschauern. Zu den Bildungseinrichtungen gehören Musikschulen, eine Kunstschule, eine olympische Schule, ein wissenschaftliches Institut, Berufsschulen, Bergbau- und Wirtschaftshochschulen. Asbest verfügt über ein geologisches Museum und ein Heimatmuseum.

## Persönlichkeiten
- Lasar Kaganowitsch (1893–1991), Politiker, arbeitete in Asbest
- Ferdinand-Wilhelm von Stein-Liebenstein zu Barchfeld (1895–1953), deutscher Luftwaffengeneral, starb in einem Kriegsgefangenenlager in Asbest
- Arthur Kullmer (1896–1953), deutscher General, starb in einem Kriegsgefangenenlager in Asbest
- Wiktor Bassargin (* 1957 in Asbest), Politiker, 2008–2012 russischer Minister für regionale Entwicklung, seit 2012 Gouverneur der Region Perm
- Robert Ihly (* 1963 in Asbest), deutscher Leichtathlet
- Dmitri Walerjewitsch Utkin (1970–2023), Soldat und Gründer des russischen Militärunternehmens Gruppe Wagner
- Ilja Markow (* 1972 in Asbest), Leichtathlet
- Jegor Mechonzew (* 1984 in Asbest), Boxer
- Anastassija Dmitrijewna Kirpitschnikowa, seit 2023 Anastasiia Kirpichnikova (* 2000 in Asbest), ehemals russische, jetzt französische Schwimmerin